# The Cranberries
The Cranberries er et irsk rockband, der blev dannet i Limerick i 1989 af forsanger Niall Quinn (senere erstattet af Dolores O'Riordan), guitarist Noel Hogan, bassist Mike Hogan og trommeslager Fergal Lawler. Selvom de særligt forbindes med alternativ rock, så inkorporer gruppens også elementer fra indie pop, post-punk, irsk folkemusikfolk og pop rock i deres musik.
The Cranberries blev internationalt berømte i 1990'erne med deres debutalbum, Everybody Else Is Doing It, So Why Can't We?, der blev en stor kommerciel succes. Gruppen har solgt over 40 millioner albums på verdensplan. De har haft fire top 20 albums på Billboard 200 chart (Everybody Else Is Doing It, So Why Can't We?; No Need to Argue, To the Faithful Departed og Bury the Hatchet) og otte top 20 singler på Modern Rock Tracks chart ("Linger", "Dreams", "Zombie", "Ode to My Family", "Ridiculous Thoughts", "Salvation", "Free to Decide" og "Promises").
I begyndelsen af 2009 blev Cranberries gendannet efter en seks års pause, og de begyndte at turnere i Nordamerika, hvilket blev fulgt op af shows i Sydamerika og Europa. Bandet indspillede deres sjette album Roses i maj 2011, og udgav det i februar 2012. Something Else, et album med tidligere sange sammen med Irish Chamber Orchestra, blev udgivet i april 2017.
Den 15. januar 2018 døde forsangeren Dolores O'Riordan uventet i London, hvor hun opholdt sig for at indspille ny musik.[kilde mangler]

## Diskografi
- Everybody Else Is Doing It, So Why Can't We? (1993)
- No Need to Argue (1994)
- To the Faithful Departed (1996)
- Bury the Hatchet (1999)
- Wake Up and Smell the Coffee (2001)
- Roses (2012)
- Something Else (2017)
- In the End (2019)